# 奥平昌成
奥平 昌成（おくだいら まさしげ）は、江戸時代中期の大名。下野国宇都宮藩主、丹後国宮津藩主を経て、豊前国中津藩の初代藩主。中津藩奥平家5代。

## 生涯
元禄7年（1694年）11月6日、宇都宮藩主・奥平昌明（昌章）の次男として生まれる。長兄の次郎吉が早世したために世子となり、同8年（1695年）に昌明の死去により2歳で家督を継いだ。
元禄10年（1697年）2月11日には宮津藩9万石へ移封される。同15年12月14日(1703年1月30日)、元禄赤穂事件が起こると宮津藩士が屋敷前で見張り、引き上げ途中の赤穂義士を咎めて鉄砲洲の旧・赤穂藩邸への接近を阻止している。
同16年9月28日（1703年）、10歳で綱吉将軍に初御目見する。宝永4年（1707年）12月23日、従五位下・大膳大夫に叙位・任官する。
正徳3年（1713年）、宮津で領内巡検を行う。同年10月26日、老中・阿部正喬の娘と婚姻する。
享保2年（1717年）2月11日に1万石加増の上で、豊前中津10万石に移封となる。同7年（1722年）3月、藩士に対し、中津藩庁へ先祖書を提出させた。これが、現在に伝わる奥平家臣に関する資料の元となる。
延享元年（1744年）12月16日に従四位下に昇叙する。延享3年（1746年）11月14日に死去した。享年53。跡を次男の昌敦が継いだ。

## 系譜
- 父：奥平昌章（1668-1695）
- 母：岡見氏
- 正室：阿部正喬の娘
- 室：松嶺院 - 沢渡氏
  - 次男：奥平昌敦（1724-1758）
- 生母不明の子女
  - 男子：豊太郎
  - 三男：奥平昌純
  - 男子：万之丞
  - 六男：竹谷松平義峯
  - 女子：内藤信興正室
  - 女子：建部長教婚約者
  - 女子：土屋篤直正室
  - 女子：堀田正邦継室